# Kuznețke, Ciornomorske
Kuznețke (în ucraineană Кузнецьке) este un sat în comuna Krasna Poleana din raionul Ciornomorske, Republica Autonomă Crimeea, Ucraina.

## Demografie
Componența lingvistică a localității Kuznețke
     Rusă (66,07%)
     Ucraineană (18,08%)
     Tătară crimeeană (15,63%)
Conform recensământului din 2001, majoritatea populației localității Kuznețke era vorbitoare de rusă (66,07%), existând în minoritate și vorbitori de ucraineană (18,08%) și tătară crimeeană (15,63%).